# Anouk van de Wiel
Anouk van de Wiel (* 10. Juli 1992 in Venlo) ist eine ehemalige niederländische Handballspielerin, die für die niederländische Nationalmannschaft auflief.

## Karriere
Anouk van de Wiel begann das Handballspielen im Jahre 1998 in ihrer Geburtsstadt bei Loreal Venlo. In der Saison 2009/10 lief die Rückraumspielerin für AAC Arnhem auf. Nachdem die Linkshänderin anschließend für Venus Nieuwegein aufgelaufen war, wechselte sie 2012 zum deutschen Zweitligisten Borussia Dortmund. In der Saison 2013/14 belegte sie mit 150 Treffern den zehnten Platz in der Torschützenliste der Zweiten Liga. 2014 schloss sie sich dem Bundesligisten Frisch Auf Göppingen an. Eine Saison später wechselte sie zum Ligakonkurrenten Thüringer HC, mit dem sie 2016 die deutsche Meisterschaft gewann. Im Februar 2017 wechselte sie zum Ligakonkurrenten Bayer 04 Leverkusen. In der Saison 2018/19 lief sie für den norwegischen Verein Molde HK auf. Im Sommer 2019 schloss sie sich dem deutschen Zweitligisten SG 09 Kirchhof an. Im Januar 2020 wurde ihr Vertrag in beiderseitigem Einvernehmen aufgelöst. Daraufhin beendete sie ihre Karriere.
Anouk van de Wiel gehörte dem Kader der niederländischen Juniorinnen-Nationalmannschaft an, mit der sie den dritten Platz bei der U-18-Handball-Weltmeisterschaft der Frauen 2010 sowie den zweiten Platz bei der U-19-Handball-Europameisterschaft der Frauen 2011 gewann. Für die niederländische Frauen-Nationalmannschaft bestritt sie zwei Länderspiele, in denen ihr ein Tor gelang.